# Brandy Majestad
El equipo Brandy Majestad  fue un equipo ciclista español que compitió entre 1960 y 1961. 

## Principales resultados
- Vuelta a La Rioja: Ángel Rodríguez López (1960)
- Circuito de Guecho: Jacinto Urrestarazu (1961)

### A las grandes vueltas
- Vuelta a España
  - 1 participaciones (1960)
  - 2 victorias de etapa:
    - 2 al 1960: Felipe Alberdi, Antón Barrutia

  - 0 clasificación final:
  - 0 clasificaciones secundarias:

- Tour de Francia
  - 0 participaciones

- Giro de Italia
  - 0 participaciones